# Kurzohrmaus
Die Kurzohrmaus oder Kleinäugige Wühlmaus (Microtus subterraneus) ist ein Säugetier aus der Unterfamilie der Wühlmäuse (Arvicolinae). Das Verbreitungsgebiet umfasst große Teile Zentral- und Osteuropas sowie eine schmale Zone am Nordrand der Türkei. Die Art besiedelt ein weites Spektrum von Lebensräumen, in Mitteleuropa vor allem Bereiche mit lockeren, humusreichen Böden in Hanglagen. Sie gilt als ungefährdet.

## Merkmale
Die Art ähnelt der Feldmaus, ist jedoch deutlich kleiner und hat relativ kleinere Augen. Die Kopf-Rumpf-Länge beträgt 77–105 mm, die Schwanzlänge 24–40 mm, die Länge des Hinterfußes 13,0–16,1 mm und die Ohrlänge 7–10 mm. Die Tiere wiegen 13–23 g. Das Fell ist weicher und dichter als das der Feldmaus und oberseits bräunlich grau, die Unterseite ist weißlich.

## Verbreitung

Verbreitung der Kurzohrmaus:
Ganzjähriges Vorkommen
Zusammengestellt von IUCN (International Union for Conservation of Nature) 2008

Das Verbreitungsgebiet der Kurzohrmaus ist abgesehen von einem kleinen Areal am Nordrand der Türkei auf Europa beschränkt. Es reicht in West-Ost-Richtung von der Bretagne bis zum Don im Südwesten Russlands. In Nord-Süd-Richtung reicht das weitgehend geschlossene Areal im östlichen Europa von der polnischen Ostseeküste bis in den Norden Griechenlands, geografisch isoliert ist das Vorkommen in Estland und im angrenzenden Russland bis in die Nähe von St. Petersburg. Im westlichen Europa ist die Verbreitung in Nord-Süd-Richtung deutlich schmaler. Die Südgrenze des Areals verläuft hier durch Südfrankreich und Norditalien, die Nordgrenze durch den Süden der Niederlande und dann durch Deutschland etwa entlang der Linie Wesel, Münster, Melle, Wolfsburg, Harz, Leipzig, Bautzen und Görlitz. Nördlich dieser Linie gibt es eine isolierte Population bei Frankfurt (Oder).

## Lebensraum
In Mitteleuropa zeigt die Kurzohrmaus eine Präferenz für Hanglagen und lockere Böden mit viel Humus und benötigt eine Deckung bietende Bodenvegetation; im Übrigen ist die Art bezüglich ihrer Lebensraumansprüche jedoch sehr anpassungsfähig. Sie besiedelt Wälder aller Art, trockene oder feuchte Wiesen von Meereshöhe bis oberhalb der Baumgrenze wie auch Gemüsegärten und Weinberge.
Wahrscheinlich wird das Vorkommen in vielen Bereichen weniger von der Habitatausstattung an sich, als von der Gegenwart anderer Wühlmausarten mit ähnlicher, teilweise unterirdischer Lebensweise begrenzt.

## Lebensweise
Kurzohrmäuse leben in Kolonien und sind tag- und nachtaktiv. Das unterirdische Gangsystem wird flach unterhalb der Bodenoberfläche angelegt. Oberirdische Laufwege befinden sich gut gedeckt unter der Vegetation, die Tiere entfernen sich jedoch nur selten weit vom Bau. Die wohl ausschließlich pflanzliche Nahrung besteht vor allem aus grünen Pflanzenteilen wie Gras, Kräutern und Moosen, daneben werden auch Speicherorgane wie Knollen und Zwiebeln sowie Früchte und Samen gefressen.
Die Fortpflanzung findet von März oder April bis November statt, eine Vermehrung auch im Winter wurde gelegentlich nachgewiesen. Meist lässt die Reproduktion im Spätsommer deutlich nach. Die Tragzeit beträgt etwa 21 Tage. Die Würfe sind relativ klein, sie umfassen 1–4, meist 2–3 Junge. Die frisch geborenen Jungmäuse wiegen etwa 2 g. Die Augen öffnen sich im Alter von 11–12 Tagen; mit etwa drei Wochen sind die Jungen selbständig und im Alter von drei Monaten geschlechtsreif. Die Lebensdauer in Gefangenschaft betrug maximal 34 Monate.

## Bestand und Gefährdung
Zumindest einige Populationen zeigen deutliche Bestandsschwankungen, längerfristige positive oder negative Bestandstrends sind insgesamt jedoch nicht bekannt. Der Weltbestand gilt laut IUCN als ungefährdet („least concern“), in Deutschland wird die Kurzohrmaus in der Roten Liste als Art mit unbekanntem Gefährdungsgrad (Datendefizit, Kat. „D“) geführt.